# Écologie exploratoire
 (janvier 2019).
Si vous disposez d'ouvrages ou d'articles de référence ou si vous connaissez des sites web de qualité traitant du thème abordé ici, merci de compléter l'article en donnant les références utiles à sa vérifiabilité et en les liant à la section « Notes et références ».
L'écologie exploratoire est une discipline de la recherche en écologie qui étudie des relations peu ou pas documentées entre les espèces, leur environnement et les facteurs de pression dans un objectif d'élaborer des actions de conservation de la biodiversité.